# Convent de Sant Domingo (Inca)
El Convent de Sant Domingo és un convent a Inca, una petita ciutat de l'interior de Mallorca. És un dels llocs més turístics de la localitat i representa al mateix temps un punt important per a la vida social i cultural tant de la ciutat com de la comarca. La seva situació al centre de la ciutat i la bona comunicació que té amb la resta de la ciutat afavoreix la seva visita.
Al mateix temps, al seu costat hi ha l'església de Sant Domingo, que és una de les més populars d'Inca.

## Història
El claustre de Sant Domingo està íntimament lligat al convent-església del mateix nom, que se situa al seu costat. L'antic convent dels dominics a Inca es va fundar l'any 1604. L'església (1664-1689) és barroca i fou convertida en parròquia l'any 1962. Té planta de nau única dividida en cinc trams i capelles laterals. La coberta és de volta de mig canó. La façana, folrada de pedra viva, és totalment llisa i té una rosassa al centre. L'única decoració es troba a la portada, formada per dues pilastres estriades amb capitells jònics sobre les quals reposa l'entaulament. A sobre, un nínxol conté la imatge de la Mare de Déu donant el rosari a Sant Domingo.
A l'interior de l'església destaquen els retaules del s. XVI, i els retaules barrocs del Roser, el de Sant Vicenç Ferrer i el de les Ànimes (segle xvii).
El claustre (1730) té forma quadrangular amb set arcs carpanells a cada un dels costats, aguantats per columnes de pedra amb capitells jònics. L'interior de les quatre galeries es cobreix amb una embigada, si bé en els angles apareix la volta d'aresta.
El seu ús ha variat molt al llarg de la història; al principi era una església, a poc a poc va anar agafant altres usos, i al llarg de la guerra civil espanyola s'emprava com a presó. Un ús molt poc freqüent d'aquest tipus de construcció fou, al llarg del segle xix, el de plaça de toros.
La situació actual és ben diferent, avui en dia podem trobar-hi: Biblioteca municipal, sala d'exposicions, sala de conferències i diferents serveis municipals.